# Elvis Gordon
Elvis Anthony Gordon (Hanover, 23 de junio de 1958 – Wolverhampton, 6 de mayo de 2011) fue un deportista británico que compitió en judo. Ganó una medalla en el Campeonato Mundial de Judo de 1987, y tres medallas en el Campeonato Europeo de Judo entre los años 1985 y 1992.
Participó en tres Juegos Olímpicos de Verano entre los años 1984 y 1992, su mejor actuación fue un noveno puesto logrado en Barcelona 1992 en la categoría de +95 kg.

## Palmarés internacional
| Campeonato Mundial | Campeonato Mundial | Campeonato Mundial | Campeonato Mundial |
| Año                | Lugar              | Medalla            | Categoría          |
| ------------------ | ------------------ | ------------------ | ------------------ |
| 1987               | Essen (RFA)        | Medalla de plata   | Abierta            |
| Campeonato Europeo |                    |                    |                    |
| Año                | Lugar              | Medalla            | Categoría          |
| 1985               | Hamar (Noruega)    | Medalla de bronce  | Abierta            |
| 1988               | Pamplona (España)  | Medalla de oro     | Abierta            |
| 1992               | París (Francia)    | Medalla de bronce  | Abierta            |